# Амазилія-берил синьохвоста
Амази́лія-берил синьохвоста (Saucerottia cyanura) — вид серпокрильцеподібних птахів родини колібрієвих (Trochilidae). Мешкає в Мексиці і Центральній Америці.

## Опис
Довжина птаха становить 9-10 см, вага 4-4,5 г. Верхня частина голови і спина бронзово-зелені, надхвістя має мідний або пурпуровий відблиск. Махові пера біля основи рудувато-коричневі. Нижня частина тіла блискуча, золотисто-зелена. Верхні покривні пера хвоста пурпурово-фіолетові або темно-сині, нижні покривні пера хвоста блакитнуваті з синіми або рудувато-коричневими краями, стернові пера пурпурово-сині. Дзьоб прямий, чорний, знизу біля основи червонуваті. У самиць плями на крилах менші, горло і живіт менш сірі, нижні покривні пера хвоста мають широкі сірі краї. 

## Підвиди
Виділяють три підвиди:
- S. c. guatemalae Dearborn, 1907 — від південної Мексики (південно-схіний Чіапас) до південної Гватемали;
- S. c. cyanura (Gould, 1859) — від південного Гондурасу до східного Сальвадору і північно-західного Нікарагуа;
- S. c. impatiens Bangs, 1906 — північний захід і центр Коста-Рики.

## Поширення і екологія
Синьохвості амазилії-берили мешкають в Мексиці, Гватемалі, Сальвадорі, Гондурасі і Коста-Риці. Вони живуть у вологих і сухих тропічних лісах, зокрема в дубових і соснових лісах, в рідколіссях і на тінистих кавових плантаціях, на висоті до 1800 м над рівнем моря. Живляться нектаром різноманітних квітів, яких шукають в усіх ярусах лісу, зокрема нектаром квітучих дерев Inga.